# Alexander Coriano
Alexander Coriano Murillo (ur. 10 czerwca 1973) – portorykański zapaśnik walczący w stylu wolnym w wadze 69 kg.
Czwarte miejsce na igrzyskach panamerykańskich w 1999 i mistrzostwach panamerykańskich w 1997. Brązowy medal na igrzyskach Ameryki Środkowej i Karaibów w 1998 roku.